# Циліндричне склепіння

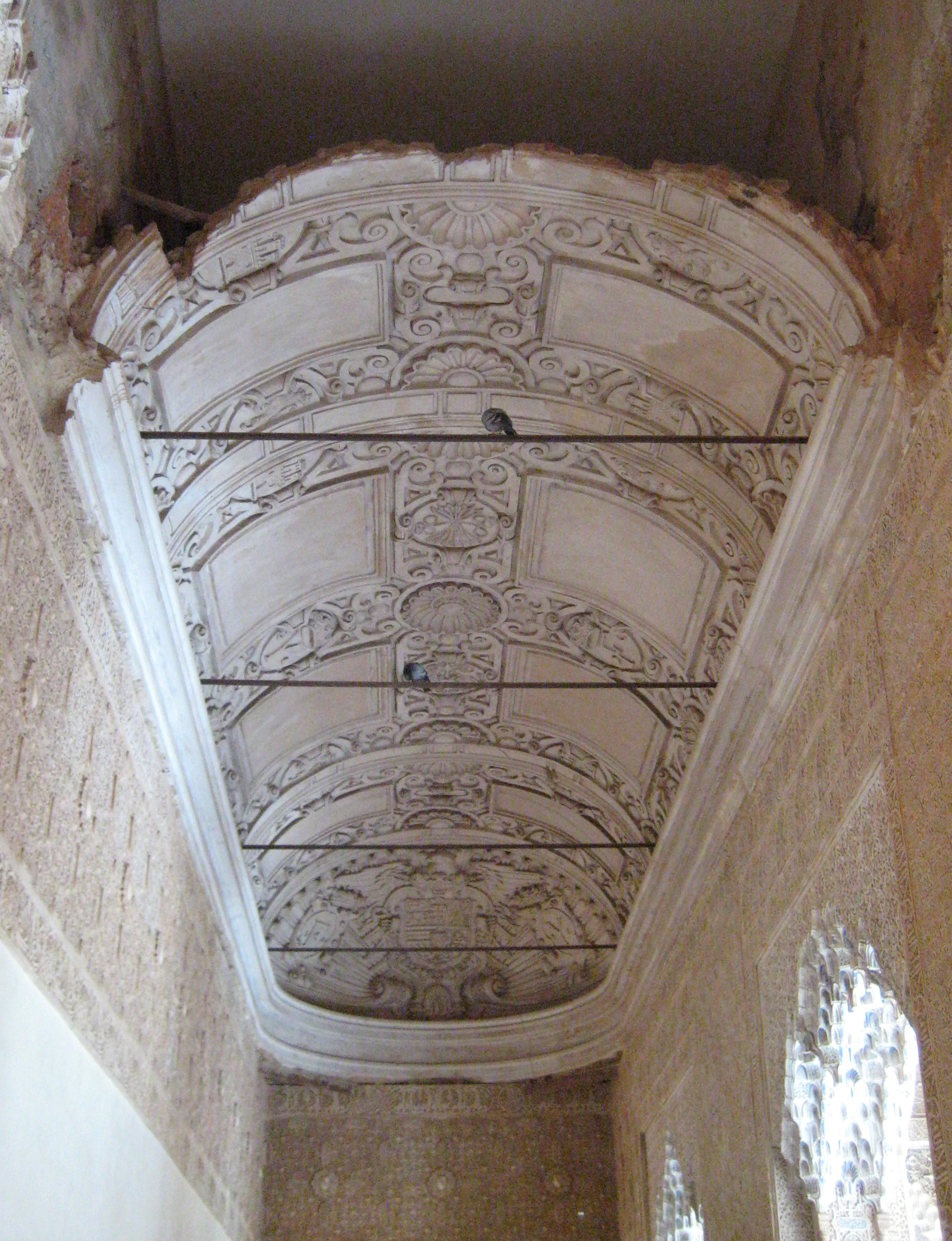

Циліндричне склепіння (напівциркульне) — склепіння з півколом у перерізі, однаковим на всій довжині.

## Опис
Найпростіше і найпоширеніше склепіння, спирається на паралельно розташовані опори, у поперечному перерізі утворює півколо.

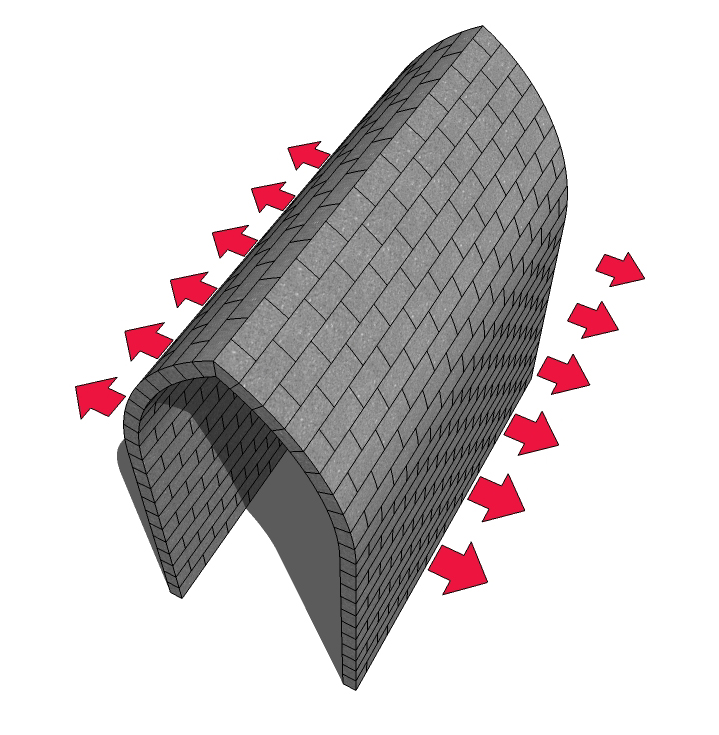
Напрямок бічних сил, які утворює склепіння.

Як усі архітектурні споруди на основі арки, циліндричне склепіння утворює особливий розподіл навантаження на стіни під собою. Існує кілька механізмів поглинання цього навантаження. Один з найпростіших — створення міцних товстих стін, це примітивний, а часто неприпустимий спосіб. Інший, елегантніший спосіб — це побудова двох або більше паралельних циркульних склепінь, щоб навантаження від кожного з них взаємно виключали одне одного. Такий метод найчастіше застосовувався в храмовій архітектурі, де кілька склепінних нефів проходили паралельно по всій довжині будівлі. Проте зовнішні стіни крайніх склепінь все одно повинні були бути досить міцними або підкріплюватися контрфорсом. Третій, найелегантніший спосіб розподілу бічної тяги — перетин двох циркульних склепінь під прямим кутом, що створює конструкцію хрестового склепіння.
Циліндричні склепіння відомі з часів Месопотамії і Єгипту і часто використовувалися в античній архітектурі. Їх також використовували для заміни Великої Клоаки системою підземної каналізації. Інші ранні споруди з циліндричними склепіннями зустрічаються в Північній Європі, Туреччині, Марокко та інших регіонах. У Центральній Європі циліндричне склепіння було невід'ємним архітектурним елементом кам'яних споруд: монастирів, замків, баштових будинків. Цей тип перекриття найчастіше зустрічається в підвалах, склепах, довгих коридорах, монастирях і великих залах.

## Основні типи циліндричних склепінь
- Півциркульне — коробове склепіння, утворене півколом.
- Стрілчасте — склепіння, утворене послідовністю стрілчастих арок.
- Коробове — (англ. camber arch, нім. hyperbolisch-parabolisches Gewölbe) — різновид циліндричного склепіння, служить для перекриття великих приміщень.
- Еліптичне — циліндричне склепіння з напрямною у формі еліптичної кривої.
- Параболічне — склепіння, утворене послідовністю параболічних арок.

## Теорія і рання історія

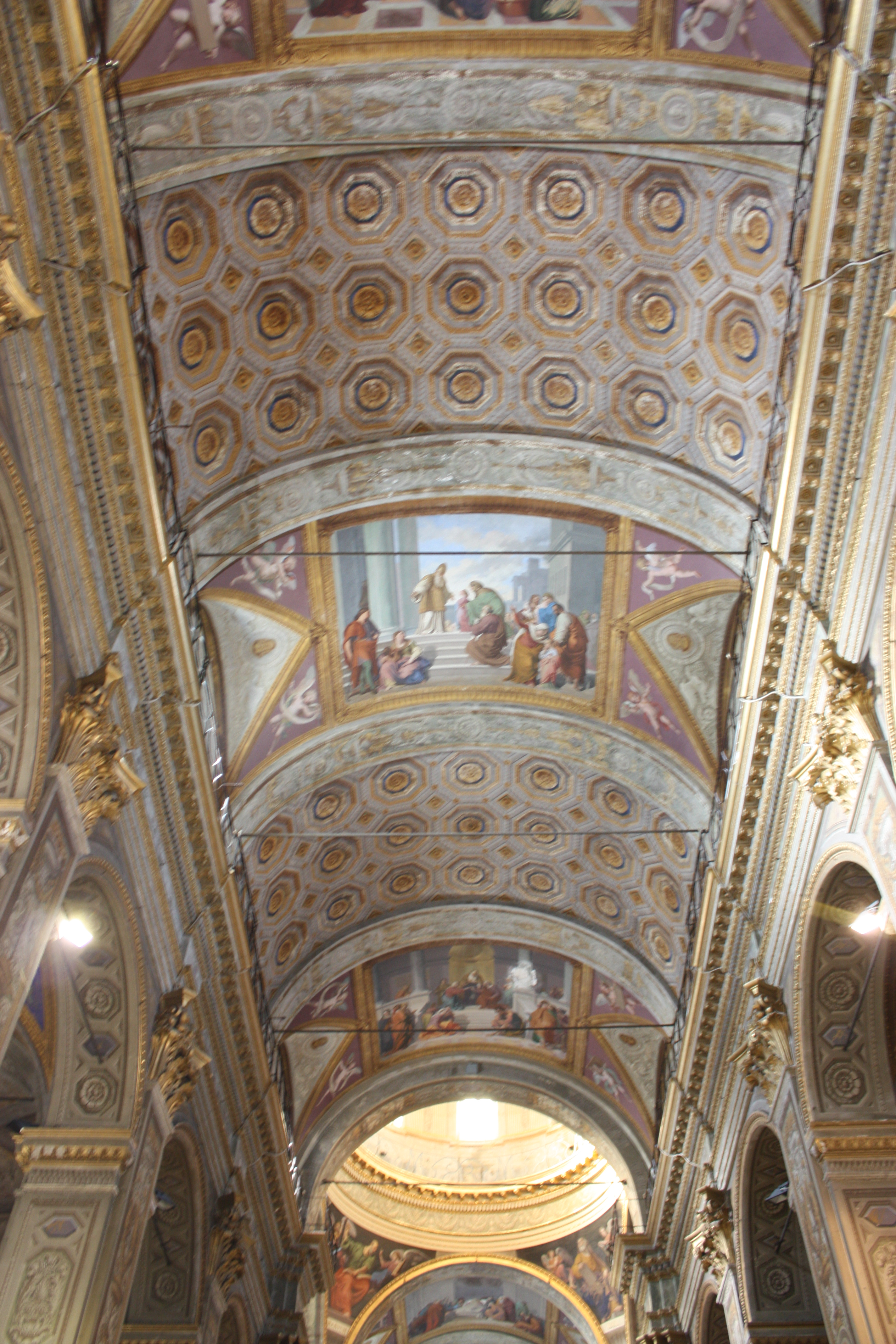
Циліндрічне склепіння над нефом собору в Савоні, Італія.

Попри те, що циліндричні склепіння використовувалися в Месопотамії і Єгипті, ці конструкції були не надто популярні в ранніх цивілізаціях. Уперше значного поширення вони набули в Персії і Римі. Ймовірно, така техніка виникла через необхідність зведення кам'яних будівель із цегли або каменю в областях, де відчувався брак деревини. Найраніше напівциркульне склепіння, виявлене під Шумерським зикуратом у Вавилонії і датоване близько 4000 р. до н. е., побудовано з обпаленої глиняної цегли та розчину. Найраніші напівциркульні склепіння в Єгипті, розташовані в Реваньї[прояснити] і Дендері, побудовані близько 3500 р. до н. е. в епоху додинастичного Єгипту. Їх побудовано з висушеної на сонці цегли трьома кільцями, що переходять у гробниці; в цьому випадку прогони становили всього 2 м. У ранні часи циліндричне склепіння переважно використовували для підземних споруд, а також для каналізації. Однак кілька будівель Рамзессеума теж побудовано таким чином. Недавні археологічні розкопки в Моргантині (в провінції Енна) показали, що наземні циліндричні склепіння були також відомі й використовувалися в Елліністичній Сицилії в III ст. до н. е., що вказує на те, що ця техніка була відома давнім грекам.
Стародавні римляни здебільшого успадкували традицію циліндричних склепінь від етруської цивілізації і Близького Сходу. Перси були першими, хто широко використовував технологію напівциркульного склепіння у великомасштабних проєктах. Вони також були першими, хто використовував будівельні риштування, які допомагали їм у будівництві приміщень небачених раніше розмірів. З часом римські архітектори стали надавати перевагу хрестовому склепінню, яке складніше у зведенні, але не вимагає великої товщини стін для опори, а отже, дозволяло створювати просторіші приміщення.
Після падіння Римської Імперії деякі великі будівлі добудовували протягом кількох століть. У ранній романський період архітектори повернулися до технології циліндричного склепіння при зведенні великих соборів. Їхні інтер'єри були досить темними через міцні, товсті стіни, що підтримують склепіння. Труднощі належного освітлення склепінчастих конструкцій загальновідомі. Одним з найбільших і знаних храмів, перекритих величезним циліндричним склепінням, був храм Клюнійського абатства, побудований між XI і XII століттями.
У XIII і XIV століттях, з появою готичної архітектури, циліндричні склепіння практично не використовувалися, на початку найчастіше використовували хрестові склепіння, підсилені мурованими ребрами. Пізніше розроблено різні типи багато прикрашених і складних нервюрних склепінь.
З появою бароко і зростанням інтересу до античного мистецтва і архітектури циркульний звід повторно увійшов у моду, причому в досить широких масштабах. Він використовувався в будівництві таких масштабних споруд, як базиліка Сант Андреа (Батіста Альберті), Сан-Джорджо Маджоре (Андреа Палладіо), і, напевне, в найвідомішому, Соборі Святого Петра в Римі, де прогін становив 27 м у ширину.

## Ранні споруди
- Замок Беверстон[en], Англія — крипта під південною вежею західної частини.
- Кафедральний собор Кортони, Тоскана
- Замок Данноттар, Шотландія
- Вілла Адріана, Тіволі, Італія, початок II століття нашої ери
- Мавзолей Галли Плацідії, Равенна, Італія (близько 500 р. н. е.)
- Замок Махаллс[en], Шотландія — склеп і довгий зал
- Замок Майрес[en], Шотландія — підвали
- Королівський монастир руедської Богоматері[en], Іспанія — клуатр монастиря (XII століття)
- Капела Скровеньї, Падуя, Венето, Італія (1303)
- Сикстинська капела, Ватикан
- Гроти Ватикану
- Тунелі Вільямсона[en], Ліверпуль, Англія (початок XIX століття)

## Сучасні споруди
У вікторіанській та сучасній архітектурі є численні приклади конструкцій циліндричних склепінь:
- Белфаст, Північна Ірландія, бенкетна зала мерії зі стелею у вигляді циліндричного склепіння, 1896—1906, Площа Донегал[5]
- Будівля 925[en], Клівленд, Огайо, конструкція 1924 року
- Художній музей Кімбелла[en] у Форт-Верті, штат Техас, США, шириною 174 фути.
- Мельбурн, Австралія, Торговий центр Chase[en], склепіння з полікарбонату
- Нова бібліотека університету Індіани[6]